# Combinado nórdico nos Jogos Olímpicos de Inverno de 2018
As competições de combinado nórdico nos Jogos Olímpicos de Inverno de 2018 foram realizadas no Centro de Salto de Esqui Alpensia e no Centro de Esqui Cross-Country Alpensia localizados em Daegwallyeong-myeon, Pyeongchang. Os três eventos ocorreram entre 14 e 22 de fevereiro.

## Programação
A seguir está a programação da competição para os três eventos da modalidade.
Horário local (UTC+9).
| Data            | Horário | Evento                                  |
| --------------- | ------- | --------------------------------------- |
| 14 de fevereiro | 15:00   | Individual pista normal – saltos        |
| 14 de fevereiro | 17:45   | Individual pista normal – cross-country |
| 20 de fevereiro | 19:00   | Individual pista longa – saltos         |
| 20 de fevereiro | 21:45   | Individual pista longa – cross-country  |
| 22 de fevereiro | 16:30   | Equipes pista longa – saltos            |
| 22 de fevereiro | 19:20   | Equipes pista longa – cross-country     |

## Medalhistas
| Evento                                 | Ouro                                                                   | Prata                                                                   | Bronze                                                               |
| -------------------------------------- | ---------------------------------------------------------------------- | ----------------------------------------------------------------------- | -------------------------------------------------------------------- |
| Individual pista normal/10 km detalhes | Eric Frenzel GER Alemanha                                              | Akito Watabe JPN Japão                                                  | Lukas Klapfer AUT Áustria                                            |
| Individual pista longa/10 km detalhes  | Johannes Rydzek GER Alemanha                                           | Fabian Rießle GER Alemanha                                              | Eric Frenzel GER Alemanha                                            |
| Equipes pista longa/4x5 km detalhes    | Vinzenz Geiger Fabian Rießle Eric Frenzel Johannes Rydzek GER Alemanha | Jan Schmid Espen Andersen Jarl Magnus Riiber Jørgen Graabak NOR Noruega | Wilhelm Denifl Lukas Klapfer Bernhard Gruber Mario Seidl AUT Áustria |

## Quadro de medalhas
| Ordem | País         | Medalha de ouro | Medalha de prata | Medalha de bronze |   | Ordem por total |
| ----- | ------------ | --------------- | ---------------- | ----------------- | - | --------------- |
| 1     | GER Alemanha | 3               | 1                | 1                 | 5 | 1               |
| 2     | JPN Japão    |                 | 1                |                   | 1 | 3               |
|       | NOR Noruega  |                 | 1                |                   | 1 | 3               |
| 4     | AUT Áustria  |                 |                  | 2                 | 2 | 2               |
| TOTAL | TOTAL        | 3               | 3                | 3                 | 9 | —               |